# Lệ Quyên (ca sĩ, sinh 1981)
Vũ Lệ Quyên (sinh ngày 2 tháng 4 năm 1981), thường được biết đến với nghệ danh Lệ Quyên, là một nữ ca sĩ người Việt Nam. Sinh ra tại Hà Nội trong một gia đình giàu truyền thống nghệ thuật, cha là văn công và mẹ là nghệ sĩ hát chèo, Lệ Quyên sớm bộc lộ năng khiếu bẩm sinh về âm nhạc ngay từ khi còn ở độ tuổi nhi đồng. Thi đỗ vào hai trường Nhạc viện Hà Nội và Đại học Văn hoá Hà Nội, Lệ Quyên quyết định lựa chọn Đại học Văn hoá Hà Nội là nơi học hỏi và trau dồi kiến thức chuyên môn về âm nhạc. Vào năm 1999, cô bắt đầu sự nghiệp ca hát, năm 2004 cô đã phát hành album đầu tay Giấc mơ có thật mang về thành công vang dội sau quãng thời gian dài miệt mài ca hát tại các phòng trà tại thủ đô và Thành phố Hồ Chí Minh. Lệ Quyên là một trong những nữ ca sĩ có mức cát-xê cao nhất tại Việt Nam.
Trong những năm còn lại của thập niên 2000, Lệ Quyên phát hành một chuỗi các sản phẩm âm nhạc thành công về mặt chuyên môn và thương mại, bao gồm các album Lời yêu còn mãi (2006), Lệ Quyên Acoustic (2009), Nếu như ngày đó (2009). Từ năm 2010 đến nay, Lệ Quyên phát hành chuỗi ấn phẩm nhạc xưa đặc biệt mang tên Khúc tình xưa và thành công vang dội về cả mặt chuyên môn lẫn thương mại. Bên cạnh đó, cô cũng phát hành những album theo chủ đề nhạc sĩ: Vùng tóc nhớ (10 bài không tên của Vũ Thành An, 2014), Còn trong kỷ niệm (Thái Thịnh, 2016), Lệ Quyên & Lam Phương (2016), Lệ Quyên & Trịnh Công Sơn (2018). Năm 2013, Lệ Quyên tổ chức chương trình biểu diễn Liveshow Q Show có mức kinh phí đầu tư hơn 11 tỷ đồng, lớn nhất tại Việt Nam lúc đó tạo nên tiếng vang lớn.
Cô được mọi người biết đến bởi các hoạt động âm nhạc nghiêm túc, chuyên nghiệp và được đầu tư kỹ lưỡng với dòng nhạc nhẹ, nhạc xưa từ khi chính thức khởi nghiệp vào thập niên 2000. Lệ Quyên ghi dấu ấn sâu sắc với khán giả ở nhiều dòng nhạc khác nhau và thành công với các nhạc phẩm nổi tiếng của nhạc sĩ Vũ Thành An, Trịnh Công Sơn, Thái Thịnh, Lam Phương và được mệnh danh là Nữ hoàng phòng trà hay Nữ hoàng nhạc xưa. Ngoài ra, Lệ Quyên còn làm giám khảo cho cuộc thi Thần tượng Bolero (2017), làm cố vấn cho các cuộc thi Vietnam Idol: Thần tượng Âm nhạc Việt Nam (2012), Nhân tố bí ẩn (2014), Giọng hát Việt (2015) và góp mặt trong phim truyền hình Bản lĩnh người đẹp (2004) của đạo diễn Nguyễn Anh Tuấn.

## Tiểu sử
Lệ Quyên sinh ra tại Hà Nội, trong gia đình có 7 anh chị em, cô là con út. Cô sinh ra trong gia đình có truyền thống nghệ thuật, cha mẹ cô đều là những nghệ sĩ hát chèo nên ngay từ bé, Lệ Quyên đã biết hát chèo. Năm lớp 7, gia đình Lệ Quyên gặp một biến cố về kinh tế, cô đã theo mẹ lên Thái Nguyên. Lệ Quyên theo học trường cấp 2 và cấp 3 Lương Ngọc Quyến tại đây. Cũng chính vì điều này mà rất nhiều khán giả nghĩ rằng "Lệ Quyên quê ở Thái Nguyên", nhưng thực sự là Lệ Quyên sinh ra và lớn lên tại Hà Nội. Năm 1999, Lệ Quyên thi đỗ vào 2 trường đều về chuyên ngành âm nhạc là Nhạc viện Hà Nội và trường Đại học Văn hóa Hà Nội (lớp Âm nhạc, khoa Văn hóa quần chúng). Cô quyết định theo học tại trường Đại học Văn hóa Hà Nội. Ngay trong năm đầu tiên, Lệ Quyên tham gia giao lưu văn hóa giữa các lớp trong khoa Văn hóa quần chúng là được giải nhất. Đó cũng chính là giải thưởng và cuộc thi duy nhất mà Lệ Quyên tham gia tính đến thời điểm hiện tại.
Nhờ được thầy giáo chủ nhiệm phát hiện ra khả năng ca hát nên Lệ Quyên đã được thầy giáo giới thiệu để hát tại các quán cafe sinh viên trên đường Cầu Giấy. Trong khoảng thời gian này, Lệ Quyên được nhiều chủ phòng trà tại trung tâm thủ đô Hà Nội cũng như Thành phố Hồ Chí Minh chú ý đến và mời hát cover những ca khúc hit của những ngôi sao ca nhạc thời bấy giờ như Thu Phương, Phương Thanh, Cẩm Ly, Mỹ Lệ, Mỹ Tâm.
Album vol. 1 - Giấc mơ có thật của Lệ Quyên với một loạt các bài hit đóng đinh tên tuổi như: Giấc mơ có thật, Hãy trả lời em, Thôi đừng chiêm bao, Phút giây hạnh phúc, Quên một cuộc tình được phát hành năm 2004 đã đem lại thành công ngoài sự mong đợi của cô.

## Sự nghiệp âm nhạc
Sự nghiệp ca hát chuyên nghiệp của Lệ Quyên chính thức bắt đầu từ năm 2000 khi được chọn tham gia hát bài hát của nhà tài trợ cho SEA Games 22 tại Việt Nam.

### 2004:Giấc mơ có thậtvà bước ngoặt vụt sáng
Đầu năm 2004, Lệ Quyên được đạo diễn Đỗ Thanh Hải mời dẫn chương trình Gala Cười cùng chị Thảo Vân nhưng Lệ Quyên dẫn không nhiều bằng hát, thậm chí còn được ưu ái cho hát chèo-năng khiếu bẩm sinh của cô. Cũng trong năm 2004, Lệ Quyên tham gia vào bộ phim truyền hình dài 8 tập của Đài Truyền hình Việt Nam mang tên Bản lĩnh người đẹp (đạo diễn Nguyễn Anh Tuấn) trong vai ca sĩ Minh Thúy. Bên cạnh đó, Lệ Quyên hát ca khúc chủ đề của bộ phim Giai điệu phố của đạo diễn Phạm Hoàng Hà. Ngay sau Bản lĩnh người đẹp, Lệ Quyên được mời đảm nhiệm vai chính của bộ phim truyền hình dài 28 tập nhưng cô đã từ chối vì muốn tập trung cho âm nhạc.
Trong năm 2004, công ty quản lý đưa ra cho Lệ Quyên hai sự chọn lựa. Một là phát hành album, hai là thi Sao mai điểm hẹn. Với những ca sĩ trẻ như Lệ Quyên thì việc xuất hiện trên truyền hình trực tiếp là điều rất cần thiết, đặc biệt chương trình Sao Mai điểm hẹn năm 2004 rất có sức hút. Ban tổ chức chương trình mời Lệ Quyên vào thẳng vòng trực tiếp mà không cần thi vòng loại. Tuy nhiên, giữa hai sự chọn lựa, Lệ Quyên đã chọn phát hành một album với những sáng tác dành riêng cho mình để định hình tên tuổi với khán giả. Cô thu âm album tại phòng thu âm Viết Tân, mọi công đoạn của album đều được thực hiện tại Thành phố Hồ Chí Minh.
Giữa năm 2004, Lệ Quyên chính thức phát hành album phòng thu đầu tiên, vol. 1 - Giấc mơ có thật. Ca khúc Hãy trả lời em do nhạc sĩ Tuấn Nghĩa sáng tác trong album này đã nhận được giải Ca khúc được khán giả yêu thích nhất Làn Sóng Xanh 2005. Những ca khúc trong Giấc mơ có thật từ khi phát hành cho đến hết năm 2008, đi đến đâu cũng nghe, từ quán cafe, những trung tâm thương mại, siêu thị cho đến các tiệm ăn bình dân, cửa hàng. Tuy là album đầu tay, nhưng Lệ Quyên đã sở hữu cho mình những hit đóng đinh tên tuổi như: Giấc mơ có thật, Hãy trả lời em, Thôi đừng chiêm bao, Quên một cuộc tình, Phút giây hạnh phúc,... một số ca sĩ vì quá yêu thích đã cover lại các ca khúc hit của Lệ Quyên như Minh Tuyết,... Đặc biệt, Lệ Quyên là ca sĩ cuối cùng được hát nhạc ngoại lời Việt mà không phải xin phép tác quyền. Chia sẻ về thành công ngoài mong đợi với album đầu tay, Lệ Quyên nói: "Khi nghe lại những ca khúc trong Giấc mơ có thật, Quyên tự hỏi mình tại sao mình lại hát một cách ngô nghê, khờ khạo như vậy trong khi mình có thể hát điêu luyện hơn, kỹ càng hơn. Nhưng Lệ Quyên nghĩ rằng khán giả thích chính cái sự ngô nghê và khờ khạo đó và dang rộng vòng tay đón nhận ngay từ album đầu tiên."

### 2005-2007:Mắt biếc"kép" vàLời yêu còn mãi
Trong năm 2005, Lệ Quyên tham gia hợp tác trong các album như Phố cũ của tôi (Tình khúc Phú Quang) với ca khúc Lãng đãng chiều đông Hà Nội, Lê Hiếu Vol. 3 với ca khúc Con đường màu xanh. Vào ngày 16 tháng 9 năm 2005, Lệ Quyên ra mắt album song ca với nam ca sĩ Hoàng Thiên Long với chủ đề Lời ăn năn muộn màng - Trái tim buồn. Vào ngày 12 tháng 9 năm 2006, Lệ Quyên mời hai nam ca sĩ Tùng Dương và Tuấn Hiệp thu âm chung album nhạc xưa Mắt biếc. Album gồm những bản tình ca nổi tiếng của các nhạc sĩ Ngô Thuỵ Miên, Đoàn Chuẩn, Nguyễn Văn Thương, Phạm Đình Chương,... CD này là đĩa nhạc có doanh số cao nhất của DIHAVINA.
Ngày 7 tháng 1 năm 2007, khán giả đón nhận album phòng thu thứ hai, vol. 2 - Lời yêu còn mãi của ca sĩ Lệ Quyên. Album là những bản ballad khắc khoải và đầy ngọt ngào, nhưng so với thời của Giấc mơ có thật, màu sắc âm nhạc trong Lời yêu còn mãi có phần đa dạng hơn với sự góp mặt của nhiều nhạc sĩ như Tường Văn, Duy Linh, Trương Lê Sơn, Thái Hùng. Lệ Quyên hát như trút hết tâm can của một người phụ nữ. CD tiếp tục với dòng nhạc nhẹ, vẫn những bản tình ca đầy tâm tư, sâu lắng, da diết qua giọng hát đặc biệt của Lệ Quyên. Đĩa nhạc đã tạo nên một làn sóng Lệ Quyên như thời Giấc mơ có thật đã từng làm được. Bài hát Quay lại từ đầu trở thành hit với câu châm ngôn của đàn bà: "Đừng vì chút nhan sắc mà đến bên em, vì hoa kia rồi cũng sẽ phai tàn". "10 ca khúc trong CD là những ca khúc đa dạng. Lệ Quyên mong sẽ là sự tiếp nối cho Giấc mơ có thật thêm lung linh trong những trái tim đã có tiếng hát của Lệ Quyên". Lời yêu còn mãi là một trong những CD tiên phong trong phong trào sử dụng các bài hát thuần Việt, không sử dụng nhạc ngoại, thực hiện nghiêm luật bản quyền.
Ngày 6 tháng 6 năm 2007, Lệ Quyên hoàn thành album Mắt biếc với sự góp mặt của Nguyên Thảo và Xuân Phú. Với dòng nhạc xưa, ba ca sĩ đã chọn những bài hát rất nổi tiếng và hát theo một phong cách mới. Bên cạnh đó, Lệ Quyên cũng tham gia hát song ca cùng các đồng nghiệp trong các album của họ: Chia tay người ơi (với Hoàng Thiên Long), Con đường màu xanh (Lê Hiếu), Vì anh đánh mất (Hồ Ngọc Hà), Tình yêu thần thoại (Đan Trường), Như mùa thu qua (Lam Trường).

### 2008:Như giấc chiêm bao
Vào ngày 2 tháng 11 năm 2008, sau rất nhiều lần "hứa hẹn", cặp song ca vàng Lệ Quyên và Tuấn Hưng đã phát hành album song ca với chủ đề Như giấc chiêm bao tới những người yêu nhạc Việt với những hiệu ứng ban đầu khá tốt. Không chỉ còn là "chiêm bao", album đã được phát hành với cả những điều rất mới và đã cũ trong những gì mà Tuấn Hưng và Lệ Quyên thể hiện, đủ để sự "cũ" và "mới" hòa quyện hợp lý với người nghe. Như giấc chiêm bao là CD bao gồm 10 bài hát, trong đó có 4 bài song ca (Như giấc chiêm bao, Nơi thời gian ngừng lại và Hạnh phúc của Tường Văn, Đêm cô đơn của Trung Kiên). 6 bài còn lại là những ca khúc Lệ Quyên và Tuấn Hưng đã từng hát và rất được yêu thích, phối lại theo một cách mới, với giai điệu da diết, chậm rãi hơn, phù hợp với cách thể hiện nồng nàn. Hình ảnh bìa đĩa khá đơn giản nhưng rất sang trọng, Tuấn Hưng và Lệ Quyên đều muốn "trầm lại" để phù hợp với dòng nhạc xưa vốn rất cần chiều sâu mà họ đang hướng tới. Như giấc chiêm bao là một sản phẩm âm nhạc cho thấy sự kết hợp ăn ý của Tuấn Hưng và Lệ Quyên, cũng là bằng chứng cho tình bạn, tình đồng nghiệp của họ sau phát ngôn gây nhiều tò mò: "Tôi yêu Lệ Quyên" của Tuấn Hưng một năm trước đây. Không là tình yêu! Chàng ca sĩ lãng tử cho biết tình cảm của anh với nữ ca sĩ thành danh từ CD Giấc mơ có thật là sự yêu mến tôn trọng con người, giọng ca và cách làm việc nghiêm túc chỉn chu của cô. Album giúp cho Lệ Quyên và Tuấn Hưng trở thành cặp đôi được yêu thích nhất tại Việt Nam cũng như hải ngoại. Cũng trong khoảng thời gian này, khán giả cho rằng Tuấn Hưng và Lệ Quyên đang yêu nhau. Chỉ sau vài tháng phát hành, album đã bán ra tới con số hơn 15.000 bản cho thấy sự hoà quyện của hai giọng ca gốc Bắc này.

### 2009:Lệ Quyên Acoustic,Nếu như ngày đóvà quyết định nam tiến
Vào ngày 5 tháng 12 năm 2009, Lệ Quyên ra mắt khán giả album biên tập Lệ Quyên Acoustic do Tuấn Trinh Production phát hành. Đây là một trong những ấn phẩm tiếp nối của chùm CD Acoustic với chuẩn âm thanh thực Audiophile do Tuấn Trinh Production sản xuất. Album được phát hành cùng thời gian với album vol. 3 - Nếu như ngày đó nhưng thính giả nghe được một Lệ Quyên hoàn toàn khác trong Lệ Quyên Acoustic. Vốn được biết đến với danh hiệu "nữ hoàng nhạc tình", tiếng hát của Lệ Quyên thường được gắn liền với những ca khúc đầy tâm trạng về tình yêu. Trong đĩa nhạc này, không gian âm nhạc đã được cô đọng lại để làm nổi bật lên cái sâu lắng, nồng nàn trong từng phát âm, từng hơi thở, từng nét ngân giọng đặc trưng của Lệ Quyên. Một điểm lạ khác của album là lần đầu tiên thính giả sẽ nghe được một Lệ Quyên tươi tắn, sống động trong một ca khúc mới Một ngày tinh khôi, Mưa ngâu. Điểm nhấn của album là ca khúc Mãi mãi bên em của nhạc sĩ Jimmii Nguyễn đã từng lọt vào đề cử giải Grammy lần thứ 16. Album một lần nữa đã cho thấy giọng ca Lệ Quyên đầy nội lực nhưng cũng rất mềm mại, tinh tế và nhiều màu sắc. Lệ Quyên ấp ủ việc phát hành album này dưới dạng đĩa than với hy vọng hồi sinh đĩa than. Tại liveshow Bài hát yêu thích, tiết mục biểu diễn ca khúc Giấc mơ mùa thu của Lệ Quyên được đánh giá là xuất sắc nhất đêm diễn.
Nếu như ngày đó - album phòng thu thứ ba của Lệ Quyên phát hành vào ngày 5 tháng 12 năm 2009, cũng là album để chính thức giới thiệu giọng hát Lệ Quyên tại Thành phố Hồ Chí Minh, sau khi cô quyết định di chuyển vào Sài Gòn lập nghiệp. Đây cũng là album đầu tiên do chính Lệ Quyên biên tập và thực hiện, với 10 ca khúc của các nhạc sĩ Hoàng Nhã, Lê Anh Dũng, Hà Quang Minh, Trương Lê Sơn, Tuấn Nghĩa, Từ Huy, Minh Nhiên, Tường Văn và Quang Mẫn. Phần hòa âm do nhạc sĩ Tấn Phong, Huỳnh Nhật Tân, Thanh Phương thực hiện. Đĩa nhạc này thêm một lần nữa khẳng định rõ nét hơn sự lựa chọn không gian của Lệ Quyên: Những ca khúc pop ballad gửi gắm nhiều tự sự và những trải nghiệm của cuộc sống, hạnh phúc và tình yêu. Với thế mạnh là giọng hát đầy cá tính, nội lực, cùng sự lựa chọn bài tinh tế, Lệ Quyên đầy tự tin và hào hứng khi ra mắt sản phẩm đầu tiên do chính mình thực hiện. Nếu như ngày đó, Lầm lỡ, Tha thứ cho em, Tình không là mơ là 4 trong số 10 ca khúc trở thành hit đóng đinh tên tuổi Lệ Quyên, đây cũng mà Lệ Quyên đặt nhiều hy vọng nhất trong album bởi Lệ Quyên đã từng rất xúc động khi thu âm 4 ca khúc này. Lệ Quyên tâm sự "như thấy được chính mình ở trong từng câu từng chữ của ca khúc, những cảm xúc riêng tư nhất mà Quyên vẫn cất giấu cho riêng mình nay đã được sẻ chia trong không gian âm nhạc của chính mình". Lệ Quyên chia sẻ: "Tôi rất thích được dùng cụm "Người đàn bà hát tình ca". Nếu quan niệm con người có 60 năm cuộc đời thì đến giờ tôi đã trải qua nửa đời người rồi. Ngay từ khi còn trẻ, tôi đã thường suy nghĩ về quá khứ, về những điều xảy ra xung quanh mình. Những người phụ nữ bằng tuổi có thể sẽ vô tư hơn tôi bởi họ có cuộc sống rất ngọt ngào còn tôi thì hoàn toàn không được như vậy. Tôi từng trải qua rất nhiều trạng thái cảm xúc để tự thấy mình được gọi là đàn bà. Mọi người có thể hiểu sao về từ đàn bà cũng được." Album Nếu như ngày đó đánh dấu sự dịch chuyển cuộc sống cũng như âm nhạc của Lệ Quyên. Dịch chuyển là một thử thách nhưng cũng sẽ chứa đựng nhiều điều hy vọng mới. Quyên đang từng bước vượt qua những khó khăn ban đầu để ổn định cuộc sống và hòa mình vào dòng chảy nghệ thuật sôi động của thành phố. Nếu như ngày đó đã khởi động đầu tiên cho chuỗi dự án cùng tên. Bởi ngay sau khi phát hành album, Quyên và ê kíp của mình sẽ tiếp tục triển khai dự án này theo sự gắn kết liên hoàn mà trước mắt là những chuyến đi dài, giới thiệu và ra mắt album một cách chuyên nghiệp tại các tỉnh thành trong nước và nước ngoài cùng nhiều dự án mà theo những người tổ chức "sẽ được công bố khi hoàn thành từng giai đoạn". Trong đó, ca khúc Lầm lỡ được chọn làm nhạc phim 13 nữ tù phát sóng trên VTV3. Ca khúc Tình không là mơ cũng được nữ ca sĩ nổi tiếng hải ngoại Minh Tuyết cover.

### 2010:Khúc tình xưavàThành công ngoạn mục vớibolero
Vào ngày 27 tháng 8 năm 2010, Lệ Quyên tổ chức buổi họp báo giới thiệu đến khán giả cả nước sản phẩm âm nhạc đặc biệt của cô là album Khúc tình xưa với những ca khúc vang bóng một thời. Album gồm 12 ca khúc như Mưa nửa đêm, Tình lỡ, Hàn Mạc Tử, Sầu lẻ bóng, Đồi thông hai mộ...do chính cô biên tập. Lệ Quyên chia sẻ cô ấp ủ thực hiện một album nhạc xưa từ khi chưa đi hát chuyên nghiệp nhưng lúc đó bản thân Lệ Quyên nghĩ rằng mình chưa đủ trải nghiệm cũng như sự tinh tế khi hát dòng nhạc này.
Song song với việc phát hành album, Lệ Quyên cũng gửi tặng khán giả bộ ảnh người phụ nữ Việt Nam xưa chụp tại Hội An, Đà Nẵng. Bìa CD được thiết kế khá sang trọng xen lẫn nét cổ điển, hoài niệm. Riêng phần hình ảnh và thiết kế cho album cũng được Lệ Quyên và ê-kíp của mình đầu tư hết sức kỹ lưỡng. Ngoài phần hình ảnh đã được thực hiện cách đây hai năm tại Hội An với thời gian gần 8 tiếng đồng hồ, phần thiết kế cũng kì công không kém khi nhà thiết kế Công Trí phải tự tay làm thủ công rất nhiều hình, cắt răng cưa và dán bằng tay tất cả 10 ngàn bản album được phát hành. Đặc biệt, toàn bộ phần lời bài hát trong album do chính Lệ Quyên viết tay bằng mực tím để mang lại cảm giác đúng chất xưa nhất như chủ đề album.
Khúc tình xưa làm nên thương hiệu Lệ Quyên, đưa cô lên vị trí ca sĩ hàng đầu của Việt Nam được khán giả săn đón nồng nhiệt. Những ca khúc xưa cũ được Lệ Quyên thổi "hồn" trong từng câu hát, nắn nót trong từng nốt trầm và buông lơi khi có quãng ngân dài đầy mùi mẫn. Sự thành công ngoài mong đợi của album về doanh số lẫn chuyên môn khiến ngay cả chính bản thân nữ ca sĩ Hà Thành cũng khá ngạc nhiên về hiệu ứng mà nó đem lại cho cô. Những ca khúc như Tình lỡ, Sầu lẻ bóng được khán giả yêu thích nhất và yêu cầu trong mỗi đêm diễn của Lệ Quyên. Lệ Quyên thường xuyên được mời hát tại các chương trình nhạc xưa như: Những khúc vọng xưa, Tình khúc vượt thời gian,... quy tụ nhiều gương mặt lão làng của âm nhạc Việt Nam. Những đêm diễn tại các phòng trà luôn chật ních khán giả, cũng chính từ đó, cô được báo chí, khán giả phong tặng là nữ hoàng phòng trà hay nữ hoàng nhạc xưa. Nói về ý tưởng thực hiện album nhạc xưa, Lệ Quyên cho biết: "Ý tưởng thực hiện album này đã được ấp ủ từ rất lâu nhưng đến tận bây giờ, Quyên mới cảm thấy mình đủ độ "bản lĩnh" để hoàn thành và giới thiệu đến khán giả. Được tiếp xúc với nhạc xưa từ hồi còn nhỏ, nên những tình khúc nổi tiếng này đã ăn sâu vào tiềm thức, trở thành một niềm đam mê mãnh liệt của Quyên. Thế nên chắc chắn không có chuyện Quyên đang chạy theo trào lưu hát nhạc xưa của nhiều ca sĩ trẻ hiện nay".
Sau thành công của Giấc mơ có thật, Khúc tình xưa là album tương tự đưa tên tuổi của Lệ Quyên vươn lên hàng sao hạng A trên bản đồ nhạc Việt. Chất giọng trầm khàn, cột hơi đoản những tưởng rất khó để Lệ Quyên chinh phục được nhạc xưa vốn ngọt ngào êm ái. Và đúng như dự đoán, khi mới nghe lần đầu những ai đã yêu và quá quen với các ca sĩ khác hát nhạc xưa sẽ khó chấp nhận được cách hát của cô nhưng càng nghe lại càng thấy "nghiện" bởi cách hát của Lệ Quyên khá lạ - "sến" vừa phải, những nốt "rung", ngân nga càng nghe càng thấy cảm xúc.
Cuối năm 2010, khán giả, đồng nghiệp cũng như giới báo chí nghi vấn Lệ Quyên đang mang bầu. Tuy nhiên, Lệ Quyên chưa lên tiếng chia sẻ trên các phương tiện truyền thông, báo chí thì hình ảnh Lệ Quyên vác bụng bầu hát tại chương trình Làn Sóng Xanh 2010 đã xác nhận tin đồn Lệ Quyên mang bầu. Cũng trong khuôn khổ của chương trình, Lệ Quyên đứng trong top 5 nữ nghệ sĩ được yêu thích nhất.

### 2011:Để nhớ một thời ta đã yêu,Khúc tình xưa2 - Trả lại thời gianvàLiveshow đầu tiên trong sự nghiệp
Trước ngày cưới một ngày, Lệ Quyên vẫn vác bụng bầu hát cho chương trình Dạ tiệc trắng của người anh thân thiết Đàm Vĩnh Hưng. Vì các nghệ sĩ tham gia chương trình liveshow của Đàm Vĩnh Hưng ở Hà Nội nên Lệ Quyên mời được đông đủ họ tham gia vào lễ cưới.
Không giấu giếm khán giả về đám cưới, ngày đầu năm 1 tháng 1 năm 2011, Lệ Quyên cùng ông xã Đức Huy tổ chức lễ cưới hoành tráng tại khách sạn Melia Hà Nội. Rất đông nghệ sĩ nổi tiếng đến dự lễ cưới của Lệ Quyên như: Đàm Vĩnh Hưng, Mỹ Tâm, Hoàng Thùy Linh, Hồ Ngọc Hà, Tuấn Hưng, Lê Hiếu, Minh Quân, Vũ Thu Phương... Ông xã của Lệ Quyên cũng chính là cháu của nhạc sĩ Lê Quang, đồng thời là chủ phòng trà Không Tên - phòng trà ca nhạc nổi tiếng nhất tại Sài Gòn.
Ngày 9 tháng 5 năm 2011, ngày đầy tháng con trai đầu lòng Lê Kỳ Anh, cũng là ngày Lệ Quyên phát hành album phòng thu thứ tư trong sự nghiệp ca hát của mình, vol. 4 - Để nhớ một thời ta đã yêu. Album gồm 9 bài hát của các nhạc sĩ như: Thái Thịnh, Tường Văn, Vĩnh Tâm, A. Tuân,... Những ca khúc như Để nhớ một thời ta đã yêu, Nỗi đau ngự trị, Tìm lại lần nữa, Hãy để em ra đi đã trở thành hit được rất nhiều khán giả yêu mến.
Vào ngày 10 tháng 12 năm 2011, Lệ Quyên phát hành album tiếp theo trong chuỗi ấn phẩm Khúc tình xưa với chủ đề Trả lại thời gian gồm 11 bản tình ca bất hủ như: Trả lại thời gian, Ai khổ vì ai, Sang ngang, Mưa rừng, Nửa đêm ngoài phố,... Đặc biệt, trong album đánh dấu lần đầu tiên nam ca sĩ hải ngoại Quang Lê song ca cùng Lệ Quyên qua ca khúc Sầu tím thiệp hồng. Song song với việc phát hành album, Lệ Quyên thực hiện liveshow đầu tiên trong sự nghiệp của mình tại Nhà hát Thành phố vào ngày Lễ Giáng sinh 25 tháng 12 năm 2011 với chủ đề Khúc tình xưa 2 - Trả lại thời gian với các khách mời Hương Lan, Đàm Vĩnh Hưng, Quang Dũng, Quang Lê. Đúng như dự đoán, với sức hút của "nữ hoàng phòng trà", toàn bộ vé của liveshow đã bán hết trước ngày công diễn hơn cả tháng. Nhiều người vì biết thông tin muộn nhưng vẫn đến cổng Nhà hát Thành phố với hy vọng sẽ mua được vé từ các "phe vé" hoặc những người bận không đi được. Xuyên suốt chương trình, với 30 bài hát, không có MC, cũng không có những màn dàn dựng hoành tráng, Lệ Quyên và các ca sĩ khách mời bước ra sân khấu và níu chân khán giả tới cuối chương trình bởi những bản nhạc xưa bất hủ.

### 2012:Tình khúc yêu thương
Vào ngày 6 tháng 6 năm 2012, Lệ Quyên phát hành album biên tập với chủ đề Tình khúc yêu thương gồm 12 ca khúc nhạc nhẹ của thập niên trước như Biển cạn, Hoa sữa, Em sẽ nhớ mãi, Bên em là biển rộng, Chia tay tình đầu,... Những ca khúc tuy cũ nhưng qua chất giọng nổng nàn của Lệ Quyên đã thổi một cái hồn mới, một tinh thần mới với những nét rất riêng của Lệ Quyên. Ngày 22 tháng 6 năm 2012, Lệ Quyên tổ chức một liveshow cùng tên tại Nhà hát Hoà Bình. Chương trình quy tụ dàn ca sĩ nổi tiếng hàng đầu Việt Nam: Thu Minh, Hiền Thục, Uyên Linh, Hồ Ngọc Hà, đặc biệt còn có sự góp mặt của nam diễn viên Hữu Châu.
Ngày 27 tháng 8 năm 2012, VLT Lawyers được sự uỷ quyền của ca sĩ Lệ Quyên đã gửi văn bản đến chín trang mạng vi phạm trên yêu cầu thực hiện nghĩa vụ thanh toán tiền thù lao bản quyền cho Lệ Quyên và Viết Tân với số tiền lên đến 15,3 tỷ đồng, hạn chót là ngày 15/9/2012; đồng thời dừng việc sử dụng các ca khúc vi phạm. Những trang nhạc trực tuyến vi phạm là: www.mp3.zing.vn (Zing), www.nhaccuatui.com, www.hcm.nhac.vui.vn, www.teenpro.vn, www.funring.vn, www.imuzik.com.vn, www.ringtunes.com.vn, www.musicmusic.vn, www.music.go.vn. Đến ngày 20 tháng 9 năm 2012, VLT Lawyers thay mặt Lệ Quyên khởi kiện bốn trang mạng không thực hiện nghĩa vụ thanh toán. Đây là vụ kiện bản quyền thành công lớn bên cạnh vụ kiện bản quyền được bồi thường gần 1 tỷ đồng của ca sĩ Mỹ Tâm.
Cuối năm 2012, Lệ Quyên phát hành DVD Liveshow Tình khúc yêu thương để tri ân khán giả. Thời gian biên tập DVD kéo dài kỷ lục - 6 tháng. Được biên tập bởi chính Lệ Quyên, liveshow được ghi hình bởi 8 máy quay chất lượng HD nhằm đem đến khán giả món quà ý nghĩa nhất và chất lượng nhất.

### 2013:Con tim dại khờ,Dòng thời gianvàQ Show - Kỷ niệm 15 năm ca hát
Vào ngày 9 tháng 9 năm 2013, ca sĩ Lệ Quyên tổ chức họp báo giới thiệu cùng lúc hai album với hai màu sắc âm nhạc hoàn toàn đối lập nhau. Album vol. 5 - Con tim dại khờ bao gồm 8 bài hát như được "may" riêng cho Lệ Quyên, cô tự tin mình sẽ chinh phục được những khán giả trẻ với các ca khúc của các nhạc sĩ: Trương Lê Sơn, Hoàng Nhã, Thái Thịnh, Lương Bằng Quang,... Lý giải cho việc ra mắt cùng lúc hai album, Lệ Quyên cho biết cô đang gấp rút chuẩn bị cho liveshow hoành tráng nhất trong sự nghiệp của mình. Không nằm ngoài dự đoán, những ca khúc như Nếu em được chọn lựa, Con tim dại khờ, Quá muộn màng, Ta đã từng yêu, Chôn giấu một tình yêu,... đã trở thành hit được rất nhiều khán giả yêu mến. Với Dòng thời gian, đây là lần đầu tiên Lệ Quyên thử sức với nhạc tiền chiến. Album gồm 12 nhạc phẩm nổi tiếng được khán giả thuộc nằm lòng của các nhạc sĩ như: Ngô Thụy Miên, Trường Sa, Phạm Đình Chương, Phạm Mạnh Cương,... Tuy là những bản tình ca cũ, nhưng với sự tươi mới của Lệ Quyên đã đem hơi thở hiện đại để lại dấu ấn ngay lập tức cho khán giả.
Ngày 7 tháng 10 năm 2013, tại Trung tâm Hội nghị White Palace (Tp. Hồ Chí Minh), "nữ hoàng phòng trà" Lệ Quyên tổ chức buổi họp mặt giới truyền thông, báo chí để công bố liveshow kỷ niệm 15 năm ca hát - Q Show. Liveshow được đầu tư hơn 11 tỷ đồng-mức kỷ lục trong thời điểm bán vé rất khó khăn. Tại buổi họp báo, đạo diễn Trần Vi Mỹ và 5 khách mời trong liveshow: Đàm Vĩnh Hưng, Quang Dũng, Tuấn Hưng, Quang Lê, Dương Triệu Vũ cùng nhân vật chính của liveshow chia sẻ về cái tên cũng như vai trò của mình trong Q Show. NSND Hồng Vân sẽ là người dẫn chuyện để chuyển giao từ phần dân gian đương đại sang những bài hát về Hà Nội. Lệ Quyên sẽ hát hơn 5 thể loại trong liveshow, đây là lần đầu tiên cô thử sức với dân gian đương đại, ả đào - thể loại âm nhạc đỉnh cao của Việt Nam. Ngày 26 tháng 10 năm 2013, Lệ Quyên chính thức phát hành vé liveshow tại cả Sài Gòn và Hà Nội. Mặc dù trong thời điểm khó khăn và giá vé kỷ lục (500.000-3.600.000 ở Sài Gòn và 800.000-4.000.000 ở Hà Nội) nhưng chỉ trong thời gian ngắn - nửa tháng, toàn bộ vé liveshow của Lệ Quyên đã được tẩu tán sạch sẽ. Đặc biệt, Lệ Quyên đã lập kỷ lục khi khán giả chịu chi 20 triệu/1 cặp vé vip để được nghe cô hát. Tối ngày 7/12/2013 và 14/12/2013, khán phòng tại Nhà hát Hoà Bình và Trung tâm Hội nghị Quốc gia không còn một chỗ trống, Lệ Quyên công diễn Q Show trước hơn 7.500 khán giả với 42 bài hát thuộc nhiều thể loại như nhạc trẻ, nhạc nhẹ, nhạc bolero, nhạc tiền chiến, dân gian đương đại và ả đào.

### 2014:Vùng tóc nhớ(10bài không tên)vàLiveshowVũ Thành An& Những Bản tình ca
Vào ngày 15 tháng 3 năm 2014, đĩa than Lệ Quyên Acoustic được phát hành bởi Hãng phim trẻ thuộc Công ty Giao hưởng Xanh chịu trách nhiệm sản xuất. Đây là một trong những đĩa nhạc bán chạy và ghi dấu ấn nhất của ca sĩ Lệ Quyên.
Trưa ngày 9 tháng 4 năm 2014 tại thành phố Hồ Chí Minh, Lệ Quyên ra mắt DVD Q Show (Liveshow kỷ niệm 15 năm ca hát) sau 5 tháng làm hậu kỳ. DVD gồm 32 tiết mục trong Q Show được dàn dựng bởi đạo diễn Trần Vi Mỹ với những ca khúc đình đám nhất của Lệ Quyên bên cạnh các ca sĩ nổi tiếng như Đàm Vĩnh Hưng, Quang Dũng, Tuấn Hưng, Quang Lê và Dương Triệu Vũ. Đặc biệt là sự dẫn dắt khán giả quá tuyệt vời của NSND Hồng Vân trong hai lần xuất hiện trên sân khấu. Thông qua DVD, Lệ Quyên một lần nữa muốn gửi đến khán giả những lời tri ân chân thành bằng một món ăn nghệ thuật "đặc sản" của mình hy vọng sẽ khiến những người xem sẽ thỏa mãn, cảm thấy "đã" và đáng với những gì mình đã dành cho Lệ Quyên. Q Show là đĩa bán chạy nhất tại Việt Nam và hải ngoại. Sau khi phát hành đĩa, Lệ Quyên mang liveshow Q Show đến với kiều bào Việt đang sinh sống ở hải ngoại tại 10 nước Châu Âu, hơn 30 tiểu bang lớn nhỏ của Mỹ, Sydney và Melbourne tại Úc vào tháng 5, 6, 7, 9, 11. Cô cam đoan, riêng phần hát live của cô vẫn đảm bảo dù điều kiện âm thanh ở nước ngoài chưa chắc được đầu tư chăm chút như Q Show ở Việt Nam. Nhắc đến việc hát live, nữ ca sĩ cho biết đây là vấn đề bức bối bấy lâu của cô nhưng ít có dịp thổ lộ. "Nhiều lúc tôi cảm thấy ức chế đến ứa nước mắt khi trong cùng một show diễn mình phải hát live với âm thanh tồi tệ, mà một số người thì hát nhép thoải mái. Có nhiều bầu show ở các chương trình yêu cầu ca sĩ hát nhép để đảm bảo âm thanh nhưng tôi luôn chọn hát live. Đó là sự tự trọng của một người nghệ sĩ với chính nghề nghiệp mình đang theo đuổi. Hát nhép khác gì là đang lừa dối khán giả", Lệ Quyên nói
Đầu tháng 6 năm 2014, 10 bài không tên của nhạc sĩ Vũ Thành An chính thức được cấp phép phổ biến, thu âm và biểu diễn tại Việt Nam. Lệ Quyên là ca sĩ duy nhất được đơn vị giữ bản quyền ca khúc mời thu âm album của nhạc sĩ. Nữ ca sĩ nhận một mức cát-xê đặc biệt cho CD này. Trong đó, một phần cát-xê của cô sẽ đóng góp vào quỹ Teresa Charities do nhạc sĩ Vũ Thành An khởi xướng. Quỹ từ thiện này chuyên giúp đỡ những người già neo đơn, thiếu nơi nương tựa. Sau 4 tháng chuẩn bị, Lệ Quyên hoàn thành xong đĩa nhạc Vũ Thành An. Album này mang tính hoài niệm nên nữ ca sĩ quyết định làm một photobook tặng kèm để tạo nên dấu ấn riêng. Cô nhờ nhà thiết kế Hoàng Hải và chuyên viên trang điểm Hồ Khanh chuẩn bị trang phục và làm tóc để gợi lên vẻ đẹp sang trọng, tinh tế phù hợp với chất nhạc trong CD. Lệ Quyên chia sẻ: "Tôi sử dụng hết tâm sức để cho ra đời sản phẩm âm nhạc từ chính trái tim của tôi, thể hiện sự trân trọng đối với những tình khúc bất hủ của nhạc sĩ Vũ Thành An".
Ngày 7 tháng 11 năm 2014, ca sĩ Lệ Quyên phát hành album biên tập Vùng tóc nhớ gồm 10 bài không tên của nhạc sĩ Vũ Thành An, những tác đã đi sâu vào tâm thức của nhiều người yêu nhạc hơn 50 năm qua. Các thế hệ ca sĩ đã thể hiện thành công nhưng vẫn có những nhầm lẫn, chưa chính xác về ca từ. Vì vậy, đích thân nhạc sĩ cẩn thận chỉnh sửa từng nốt nhạc, lời hát trước khi đưa cho Lệ Quyên thu âm. Ông mong muốn đây là album đúng và hoàn chỉnh nhất để lưu truyền thế hệ sau. Sau khi trao đổi với gia đình nhạc sĩ, cô đã an tâm rằng bản thu của mình sẽ là bản chuẩn, đúng và hoàn chỉnh nhất. Không phải ngẫu nhiên, nhạc sĩ Vũ Thành An lại tin tưởng và giao trọng trách cho Lệ Quyên mang những tác phẩm của ông đến với khán giả sau khi đã chỉnh sửa từng nốt, từng lời để biến những bản thu của Lệ Quyên thành chuẩn mực. Sau này ai hát những bài không tên thì phải hát theo bản thu âm của Lệ Quyên. Ví dụ, trong Bài không tên số 9 có cụm từ "một lần đã trao nhau" chính xác là "một lần đã cho nhau". Ngoài ra có thêm câu cuối: "Một đời chỉ nuôi ảo giác mà thôi" ít khi được hát. Trong Bài không tên số 7, có câu "tâm sự rồi đêm đắng", thật ra là "tâm sự rồi đến đắng"... Cũng trong buổi giới thiệu CD, Lệ Quyên chia sẻ, cô hơi e ngại khi khán giả nghe album này: "Khán giả vốn đã quen với cách hát của một số ca sĩ đi trước. Nếu tôi hát theo chỉnh sửa của nhạc sĩ thì không khéo khán giả lại bảo: "Cô ca sĩ trẻ này hát sai", Lệ Quyên nói. Ngoài ra, nữ ca sĩ cũng cho biết, cô tranh luận nhiều lần với đơn vị giữ bản quyền để có bản thu âm cuối cùng đúng với yêu cầu của nhạc sĩ Vũ Thành An nhất. Trong quá trình làm album, nữ ca sĩ cho biết, cô vật vã với từng bản nhạc vì các ca khúc quá khó để thể hiện. Cô dành nhiều thời gian trao đổi với các nhạc sĩ để có bản phối khí ưng ý. Theo cô, nhạc của Vũ Thành An đòi hỏi phải lồng cảm xúc vào kỹ thuật để hát và không được quá phô trương. Vì vậy, cô phải tiết chế giọng hát để thể hiện ra tâm tư của nhạc sĩ gửi gắm vào nhạc. Bài không tên số 7 là bài khiến cô phải đau đầu nhất vì trình bày theo bản hòa âm acoustic của nhạc sĩ Vĩnh Tâm.
Khi được hỏi về giọng hát Lệ Quyên, nhạc sĩ Vũ Thành An chia sẻ: Mỗi thời đại trời sinh ra những nghệ sĩ vừa đẹp vừa có tài để đem lại niềm vui cho mọi người. Tôi đã nghe rất nhiều ca sĩ hát những bài hát của mình, và mỗi người đều có một thế giới riêng để truyền tải cảm xúc. Lệ Quyên là một vóc dáng hiếm quý. Ở Lệ Quyên, tôi thấy được một nét đẹp và giọng hát hiện đại nhưng đâu đó vẫn lẩn khuất sự chia sẻ giữa tình người muôn thởu!. Tất cả những bài không tên đều gắn bó với một bí mật ly kỳ, phải chăng vì thế mà nhạc sĩ đã không thể đặt tên riêng cho từng bản nhạc? Nhưng điều quan trọng hơn, cốt lõi của âm nhạc Vũ Thành An chính là sự cô đọng và tinh lọc của tâm hồn người nghệ sĩ với những sáng tạo chắt chiu từ trái tim mình. Hỏi ông về cảm xúc khi đĩa nhạc của Lệ Quyên mới vừa được phát hành, ông nói: "Tôi vui mừng được có thêm một số lượng lớn bạn yêu những tác phẩm của mình, đặc biệt là những khán giả trẻ tuổi. Tôi cầu mong những ai bị thất tình sẽ tìm được sự an ủi trong những bài không tên này. Đến hôm nay, khi đã có hàng triệu khán giả yêu quý, có người tri âm trong âm nhạc, nhạc sĩ Vũ Thành An vẫn giữ nguyên cách nhìn cuộc sống thật giản dị: "Tôi cảm ơn trời đã cho tôi cuộc sống, ngay cả trong đau khổ tôi cũng tìm được hướng bay lên. Tôi cảm tạ đời đã cho tôi có cơ hội phục vụ. Tôi biết ơn mọi người vì mối chân tình trao nhau...". Vì lẽ đó mà trong hầu những bài tình ca nào của ông, dù có dang dở, dù đau khổ đến tận cùng, người nghe vẫn có thể tìm thấy niềm hy vọng le lói ở những đoạn kết bài.
Vào tối ngày 27 tháng 12 năm 2014, Vũ Thành An và Những bản tình ca diễn ra tại Nhà hát Hòa Bình (thành phố Hồ Chí Minh) đã trở thành đêm nhạc đặc biệt, liveshow riêng của nữ ca sĩ Lệ Quyên khi cô đã để lại một dấu ấn mạnh mẽ và khó phai trong hơn 25 tiết mục của chương trình. Từ trước đến nay, Tình khúc vượt thời gian là sự kết hợp của nhiều giọng ca, chưa khi nào một ca sĩ được là ca sĩ hát chính trong chương trình nhưng đêm nhạc này là một ngoại lệ. Đây cũng là đêm nhạc đầu tiên dành cho những tác phẩm không tên của nhạc sĩ Vũ Thành An sau gần 39 năm không được phép phổ biến tại Việt Nam. Cùng với tiếng hát nồng nàn Lệ Quyên, ba nam ca sĩ khách mời Đức Tuấn, Lê Hiếu, Hồ Trung Dũng cũng lần lượt mang đến những tác phẩm của Vũ Thành An và những bản tình ca nổi tiếng một thời tạo nên một không gian âm nhạc đầy màu sắc. Khán phòng nhà hát Hòa Bình không còn một ghế trống, 2.500 khán giả đã đến từ rất sớm để tham dự chương trình, để lắng nghe những bản tình ca của người nhạc sĩ tài hoa Vũ Thành An qua tiếng hát lắng đọng của Lệ Quyên. Với giọng hát xuất thần và màu sắc thật "tình" của Lệ Quyên, đưa những người yêu nhạc Vũ Thành An đến miền đất của kỷ niệm, có yêu thương quá đỗi dịu dàng và cả sự chia lìa đau xót, ngậm ngùi, đắng cay. Đích thân nhạc sĩ Vũ Thành An đã cẩn thận chỉnh sửa từng nốt nhạc, từng lời hát và nhịp điệu của các ca khúc trước khi đưa cho "nữ hoàng nhạc xưa" Lệ Quyên thu âm trong album Vùng tóc nhớ và trình diễn trực tiếp trên sóng truyền hình trước công chúng cả nước. Những bản hòa âm mới kết hợp với lối xử lý có phần trắc trở và chất giọng đặc trưng của nữ ca sĩ này đã mang đến cho người nghe một dư vị lạ trong các sáng tác vốn đã rất quen thuộc của Vũ Thành An.

### 2015:Khúc tình xưa3 - Đêm tâm sự,Liveshow Lệ Quyên & Vũ Thành An - Tình khúc không tên
Vào ngày Quốc tế Phụ nữ mùng 8 tháng 3 năm 2015, Lệ Quyên bổ sung vào series ấn phẩm nhạc xưa đặc biệt Khúc tình xưa album thứ 3 với chủ đề Đêm tâm sự. Lệ Quyên chia sẻ: "Đúng ra là Quyên đã định phát hành album trước Tết. Tuy nhiên, Quyên chưa thực sự hài lòng với bản mix. Quyên muốn nó thật sự là kỹ, thật là hay. Bởi vì Quyên biết khán giả yêu chuỗi sản phẩm này thích điều đó ở Quyên." Album gồm 11 tuyệt phẩm nhạc xưa được biên tập kỹ lưỡng bởi chính Lệ Quyên như: Đêm tâm sự, Sương lạnh chiều đông, Chuyến tàu hoàng hôn, Kiếp cầm ca,... là những tuyệt phẩm bolero tinh tế, nồng nàn và giàu cảm xúc, Lệ Quyên một lần nữa gieo vào lòng người nghe những thanh âm khi rót mật, khi nức nở. Đặc biệt, hai ca khúc Hoa nở về đêm (Mạnh Phát) và Chuyến tàu hoàng hôn (Minh Kỳ & Hoài Linh) được Lệ Quyên xin phép phát hành thành công sau nửa thế kỷ bị cấm. Album này được ra mắt sau bốn năm kể từ Khúc tình xưa 2 - Trả lại thời gian (2011). Việc lựa chọn 11 ca khúc trong album lần này là thách thức lớn cho Lệ Quyên vì 2 album trước đã rất thành công bởi tính đồng chất trong màu sắc âm nhạc, ý tưởng. Do đó Khúc tình xưa 3 sẽ tiếp tục mang đến cho người nghe nhạc một tổng thể của sự sáng tạo kết hợp chỉn chu. Đặc biệt, trong album Lệ Quyên còn song ca cùng nam danh ca Thái Châu trong ca khúc chủ đề Đêm tâm sự.

Poster liveshow Tình khúc không tên của ca sĩ Lệ Quyên

Ngày 23 tháng 7 năm 2015, tại Gem Center đã diễn ra buổi họp báo công bố liveshow Vũ Thành An & Lệ Quyên - Tình khúc không tên do Hãng phim Phương Nam thực hiện và Lệ Quyên là ca sĩ chính. Chương trình bao gồm 22 tác phẩm nổi tiếng của nhạc sĩ Vũ Thành An với sự phụ họa của nghệ sĩ múa Thảo Dung. Vào ngày 28 tháng 8 năm 2015, Lệ Quyên công diễn liveshow Vũ Thành An & Lệ Quyên - Tình khúc không tên tại nhà hát Hòa Bình với sự tham gia của Tuấn Ngọc, Quang Dũng, Hồ Trung Dũng, nhóm 5 Dòng Kẻ, nhóm Ayor. Tình khúc không tên là liveshow đầu tiên tại Việt Nam và hải ngoại chỉ hát riêng một dòng nhạc - Vũ Thành An, đêm nhạc cũng nhanh chóng cháy vé sau chưa đầy nửa tháng phát hành vé. Cũng trong ngày công diễn liveshow, tập sách nhạc Tình khúc Vũ Thành An lần đầu được ra mắt khán giả với 39 bài hát của nhạc sĩ được cấp phép phổ biến tại Việt Nam. Khán phòng hơn 2.500 chỗ của nhà hát Hòa Bình không còn chỗ trống đã khẳng định Lệ Quyên thực sự được ghi tên vào danh sách những ca sĩ hát thành công nhạc Vũ Thành An. Trong đêm nhạc, nhạc sĩ Nguyễn Ánh 9 đã chia sẻ về những kỷ niệm với nhạc sĩ Vũ Thành An. Ngày 10 tháng 12 năm 2015, bộ đĩa CD và DVD ghi hình lại chương trình Liveshow Lệ Quyên & Vũ Thành An - Tình khúc không tên được phát hành trong hội chợ băng đĩa của hãng phim Phương Nam.

### 2016:Lệ Quyên Live Concert 2016, Lệ Quyên với Thái Thịnh và Lam Phương
Vào Ngày Quốc tế Phụ nữ mùng 8 tháng 3 năm 2016, Lệ Quyên tổ chức Lệ Quyên Live Concert tại Trung tâm Hội nghị Quốc gia. Hơn 4.000 vé ngay lập tức được tiêu thụ hết trong tuần đầu tiên dù giá vé cao (từ 600.000 đến 5.000.000) khiến Lệ Quyên phải tổ chức thêm một đêm nhạc cũng tại Trung tâm Hội nghị Quốc gia vào ngày kế tiếp (9/3/2016) nhưng cũng nhanh chóng cháy vé chỉ trong 2 ngày. Lệ Quyên đã chính thức lập kỷ lục ca sĩ duy nhất Việt Nam thực hiện thành công hai đêm liên tiếp tại Trung tâm hội nghị Quốc gia với hơn 8.000 vé đã bán ra. Concert kéo dài đến tận 1 giờ đêm nhưng hàng nghìn khán giả vẫn nán lại đến bài hát cuối cùng.
Ngày 8 tháng 4 năm 2016, Lệ Quyên phát hành album phòng thu Lệ Quyên & Thái Thịnh với chủ đề Còn trong kỷ niệm gồm chín nhạc phẩm đặc biệt của nhạc sĩ Thái Thịnh. Trong đó, có hai bài hát mang âm hưởng bolero là Duyên phận và Đoạn tuyệt. Tuy là những sáng tác mới của nhạc sĩ Thái Thịnh nhưng nếu không giới thiệu tên tác giả thì khán giả sẽ bị nhầm là nhạc xưa bởi vì hai bài hát này được viết với chất liệu là nhạc xưa. Với giai điệu uyển chuyển, Duyên phận viết về số phận của những người phụ nữ xưa, không được lựa chọn người đầu ấp tay gối với mình, mà phải nghe theo lời của cha mẹ. Đây là một thử thách thú vị cho Lệ Quyên khi truyền tải những ca khúc mới nhưng lại mang giai điệu cũ. Tuy Duyên phận đã được thể hiện bởi một trong những nữ ca sĩ hàng đầu hải ngoại - Như Quỳnh, nhưng với bản thu âm của Lệ Quyên, sự khác biệt trong cách hát, cách nhấn nhá nên Duyên phận cùng với Để nhớ một thời ta đã yêu, Nếu em được chọn lựa là những bài hát được khán giả yêu cầu hàng đêm tại Phòng trà Không Tên. Duyên phận đi khắp ngang cùng ngõ hẻm sau khi được Lệ Quyên thể hiện. Đoạn tuyệt là ca khúc nhạc sĩ Thái Thịnh viết riêng cho Lệ Quyên mang âm hưởng bolero, bài hát được rất nhiều khán giả yêu thích nên cô đã mua độc quyền không thời hạn tại Việt Nam và hải ngoại. Lệ Quyên chia sẻ: "Album sẽ không cùng một màu, trong đĩa nhạc lần này có 3 màu: hơi thở của nhạc trẻ, bolero và cả nhạc tiền chiến. Tôi từng biết nhạc sĩ Thái Thịnh đã nhiều năm rồi và cũng đã từng hát rất nhiều bài hát của nhạc sĩ Thái Thịnh.
Vào ngày Giáng sinh 24 tháng 12 năm 2016, Lệ Quyên phát hành đĩa đơn tiếp nối chuỗi sản phẩm Khúc tình xưa với chủ đề Lệ Quyên & Lam Phương. Album bao gồm 12 nhạc phẩm nổi tiếng của nhạc sĩ Lam Phương như: Thành phố buồn, Phút cuối, Biển tình, Kiếp nghèo,... Trong chuyến lưu diễn tại Mỹ, Lệ Quyên có ghé thăm nhạc sĩ Lam Phương và được ông chia sẻ rằng ông có biết đến Lệ Quyên thông qua tivi và hứa sẽ cho Lệ Quyên hát những ca khúc mới trong 200 bài hát chưa công bố.

### 2017:Thần tượng Bolero,Mùa thu vàngvàThe Master Of Symphony
Ngày 22 tháng 2 năm 2017, ca sĩ Lệ Quyên chính thức xác nhận ngồi ghế huấn luyện viên chương trình truyền hình thực tế Thần tượng Bolero mùa 2 cùng với ba nam ca sĩ nổi tiếng của dòng nhạc trữ tình Ngọc Sơn, Đàm Vĩnh Hưng và Quang Lê. Qua 15 tập của chương trình, Lệ Quyên chiêu mộ được 8 thí sinh xuất sắc vào đội của mình: Triều Quân, Mai Hường, Ý Linh, Mạnh Đồng, Đức Nhâm, Hải Yến, Lê Mai, Xuân Hương. Vào đêm chung kết ngày 16 tháng 6 năm 2017, nữ hoàng bolero Lệ Quyên đã giúp học trò Triều Quân đạt giải Á quân Thần tượng Bolero 2017.
Ngày 11 tháng 8 năm 2017, ca sĩ Lệ Quyên công diễn liveshow Mùa thu vàng gồm những sáng tác nổi tiếng của ba nhạc sĩ Lam Phương, Vũ Thành An, Trần Thiện Thanh với các giọng ca Thái Châu, Quang Dũng, Quang Lê tại Trung tâm Hội nghị Quốc gia. Hơn 4.000 tấm vé được tiêu thụ trước ngày công diễn cả tuần, thậm chí ban tổ chức phải kê thêm ghế để đáp ứng nhu cầu khán giả.
The Master of Symphony lần thứ 3 được tổ chức vào ba ngày 10, 11, 12 tháng 11 năm 2017 tại Nhà hát Hoà Bình với sự góp mặt của 6 nữ danh ca xuất sắc nhất nền âm nhạc Việt Nam: Lệ Quyên với Hương Lan, Cẩm Vân, Ý Lan, Hồng Nhung, Thu Phương. Lần đầu tiên, khán giả tham gia chương trình sẽ được thưởng thức những màn kết hợp của các nghệ sĩ tham gia chương trình. 6 nghệ sĩ là 6 màu sắc âm nhạc đại diện cho đời sống tinh thần của các thế hệ người Việt ở nhiều nơi và trải dài từ ký ức tươi đẹp cho đến sức sống mãnh liệt đương đại. Họ đã chinh phục công chúng bằng các sản phẩm âm nhạc nghiêm túc, chất lượng trong và ngoài nước từ hơn 20 năm hoạt động nghệ thuật. Và năm nay, ngay tại sân khấu đặc biệt của chương trình, họ sẽ hội tụ để cùng tôn vinh những bản tình ca bất hủ của âm nhạc Việt Nam.

### 2018:Lệ Quyên &Trịnh Công Sơn;Lệ Quyên Live Concert 2018
Vào ngày 15 tháng 1 năm 2018, sau 20 năm ấp ủ, Lệ Quyên phát hành album với chủ đề Lệ Quyên & Trịnh Công Sơn gồm 12 tuyệt phẩm nổi tiếng của người cố nhạc sĩ tài hoa như Ướt mi, Diễm xưa, Ru em từng ngón xuân nồng, Ru ta ngậm ngùi, Biển nhớ,... Ngay trong ngày đầu tiên, 4.000 đĩa đã được khán giả mua hết mặc dù chưa thông báo về thông tin của album trước đó với truyền thông và công chúng.
Ngày 18 tháng 1 năm 2018 và 6 tháng 2 năm 2018, Lệ Quyên tổ chức liveshow nhạc Trịnh Công Sơn mang tên Ru đời đi nhé và cả hai đêm nhạc đều cháy vé từ trước cả tuần. Bên cạnh những người chưa quen với sự phá cách thì các khán giả cho rằng Lệ Quyên hát có chất riêng, mới lạ và đầy cảm xúc. Bên cạnh đó, bà Trịnh Vĩnh Trinh - em gái của cố nhạc sĩ Trịnh Công Sơn có nhận xét ngay sau khi nghe đầy đủ album Lệ Quyên & Trịnh Công Sơn: "Cám ơn ca sĩ Lệ Quyên, một người không chuyên hát nhạc Trịnh Công Sơn nhưng em đã thể hiện tác phẩm rất hay và mới mẻ. Điều đó có lẽ không chỉ là sự chờ đợi của tác giả, mà còn cả người nghe. Riêng cá nhân tôi rất thích. Cám ơn Lệ Quyên và những người hát hay nhạc của anh tôi."
Vào ngày 28 tháng 10 năm 2018, Lệ Quyên tổ chức Lệ Quyên Live Concert 2018 tại Trung tâm Hội nghị Quốc gia, chương trình do chính Lệ Quyên biên tập, bao gồm bốn phần: Mùa thu Hà Nội, Dạ vũ nhạc Pháp, Bolero, Remix với sự tham gia của Đàm Vĩnh Hưng, Tuấn Hưng, Quang Dũng. Concert cháy vé trước hơn 20 ngày, thậm chí ban tổ chức phải kê thêm ghế để đáp ứng nhu cầu khán giả. Liveshow là tiền đề để Lệ Quyên thực hiện Q Show 2 - Kỷ niệm 20 năm ca hát vào năm 2019.

### 2019-nay:Tình khôn nguôi,Khúc tình xưa5 - Hẹn hòvàQ Show 2 - Kỷ niệm 20 năm ca hát
Vào ngày 3 tháng 1 năm 2019, Lệ Quyên tổ chức liveshow với chủ đề Tình khôn nguôi giới thiệu bộ đôi album mới tại Nhà hát Lớn Hà Nội với các khách mời là Quang Dũng, Mạnh Đồng và Triều Quân. Ngày 10 tháng 1 năm 2019, Lệ Quyên chính thức phát hành CD nhạc trẻ vol. 6 - Tình khôn nguôi và music video Tình khôn nguôi. Album bao gồm sáu ca khúc như: Không còn nợ nhau, Tình khôn nguôi, Yêu anh hơn chính em,... của các nhạc sĩ trẻ Nguyễn Minh Cường, Phúc Trường, Nguyễn Hoàng Duy, Văn Thiên Hạnh, Hùng Quân. Ngay trong ngày đầu tiên phát hành, album của Lệ Quyên đã đạt doanh số ấn tượng hơn 7.000 bản đã được bán ra. Vào ngày 20 tháng 2 năm 2019, Lệ Quyên phát hành music video Không còn nợ nhau với sự tham gia của nam vương Lương Gia Huy, Jang Mi. Ngày 23 tháng 2 năm 2019, Lệ Quyên tiếp tục với chuỗi ấn phẩm Khúc tình xưa cuốn thứ 5 với chủ đề Hẹn hò. Album gồm 14 ca khúc bolero nổi tiếng của các nhạc sĩ: Lam Phương, Thanh Sơn, Hà Phương, Hoàng Thi Thơ,... Trong đó, Hẹn hò bao gồm 7 ca khúc cô song ca với những học trò trong Thần tượng Bolero 2017.
Ca sĩ Lệ Quyên tổ chức họp báo giới thiệu "Q Show 2" tại Gem Center ngày 9 tháng 10 năm 2019 và tại Metropole ngày 31 tháng 10 năm 2019. Vào ngày 20, 21 tháng 12 năm 2019 và 4 tháng 1 năm 2020, Lệ Quyên công diễn siêu show kỷ niệm 20 năm ca hát mang tên "Q Show 2" tại Nhà hát Hòa Bình, Sài Gòn và Trung tâm Hội nghị Quốc gia, Hà Nội.

## Hoạt động từ thiện
Lệ Quyên là một trong những nghệ sĩ có hoạt động từ thiện tích cực nhất Việt Nam, ca sĩ Lệ Quyên đã tổ chức những chuỗi đêm nhạc từ thiện mang tên Tình nghệ sĩ. Xuất phát từ sự thương cảm, mong muốn chia sẻ với những nghệ sĩ có hoàn cảnh khó khăn, các hoàn cảnh neo đơn, Lệ Quyên cùng các đồng nghiệp như Đàm Vĩnh Hưng, Quang Linh,... dùng tiếng hát để quyên góp tiền ủng hộ. Chuỗi đêm nhạc Tình nghệ sĩ đã được thực hiện đến số thứ 13 và đã quyên góp được hơn 20 tỷ đồng cho các hoàn cảnh khó khăn.

### Tình nghệ sĩ 1
Tình nghệ sĩ 1 là đêm nhạc đầu tiên diễn ra tại Phòng trà Không Tên mà cô thực hiện. Với sự tham gia của hàng loạt ca sĩ nổi tiếng: Phương Thanh, Quang Linh, Lý Hải, Quang Lê, Lê Hiếu, Dương Triệu Vũ, Hiền Thục, Uyên Linh, Giang Hồng Ngọc, Quốc Thiên, Bùi Anh Tuấn và các nghệ sĩ hài: Hồng Nga, Chí Tài, Minh Nhí, Cát Phượng, Trấn Thành, Trường Giang, Đại Nghĩa, Gia Bảo cũng tham gia với các vở kịch. "Ốc" Thanh Vân và MC Anh Khoa là người dẫn chương trình. Ngoài ca hát, các ca sĩ còn đứng ra đấu giá đồ, góp được số tiền hơn 300 triệu  cho nhạc sĩ Nguyễn Văn Tý (50 triệu đồng), người mẫu Duy Nhân và nghệ sĩ cải lương Trang Thanh Xuân (35 triệu), nghệ sĩ kịch nói Long Hải (15 triệu đồng).

### Tình nghệ sĩ 2
Sau khi nhận được số tiền quyên góp rất lớn (300 triệu) từ đêm nhạc Tình nghệ sĩ 1, Lệ Quyên tiếp tục tổ chức đêm nhạc từ thiện Tình nghệ sĩ 2 với sự tham gia của Đàm Vĩnh Hưng, Uyên Linh, Dương Triệu Vũ, Hiền Thục, Quang Linh, Giang Hồng Ngọc, nhóm hài Gia Bảo và nhận được số tiền quyên góp 310 triệu đồng. Toàn bộ số tiền nhận được sẽ được trao tận tay đến nghệ sĩ Hoa Mỹ Hạnh (40 triệu đồng), số tiền còn lại sẽ được chia ra để giúp đỡ trường hợp bé Trần Đình Duy, em Quách Gia Minh và nhiều hoàn cảnh khác.

### Tình nghệ sĩ 3
Với đêm nhạc Tình nghệ sĩ 3, Lệ Quyên, Đàm Vĩnh Hưng cùng nhiều anh chị em nghệ sĩ khác đã quyên góp được 166 triệu 200 nghìn đồng. Lệ Quyên cùng Đàm Vĩnh Hưng cũng lập quỹ từ thiện mang tên Tình nghệ sĩ để có thể giúp đỡ những hoàn cảnh khó khăn kịp thời.

## Danh sách đĩa nhạc

### Album phòng thu
- Giấc mơ có thật (2004)
- Lời yêu còn mãi (2007)
- Nếu như ngày đó (2009)
- Để nhớ một thời ta đã yêu (2011)
- Con tim dại khờ (2013)
- Tình khôn nguôi (2019)

### Album nhạc xưa
- Khúc tình xưa (2010) (CD & Đĩa than)
- Khúc tình xưa 2 – Trả lại thời gian (2011) (CD & Đĩa than)
- Khúc tình xưa 3 – Đêm tâm sự (2015) (CD & Đĩa than)
- Khúc tình xưa 4 – Lệ Quyên & Lam Phương (2016) (CD & Đĩa than)
- Khúc tình xưa 5 – Hẹn hò (2019) (CD & Đĩa than)
- Khúc tình xưa 6 (2025) (CD & Usb)

### Album kết hợp
- Lời ăn năn muộn màng – Trái tim buồn (2005)
- Mắc biếc (2006)
- Mắt biếc (2007)
- Như giấc chiêm bao (2008)
- Chuyện Tình Không Dĩ Vãng (2012)
- Duyên Quê (2013)
- Còn trong kỷ niệm (2016)

### Album biên tập
- Lệ Quyên Acoustic (2009) (CD & Đĩa than)
- Tình khúc yêu thương (2012)
- Dòng thời gian (2013)
- Vùng tóc nhớ (10 bài không tên – Vũ Thành An) (2014)
- Lệ Quyên & Vũ Thành An – Tình khúc không tên (CD & DVD) (2015)
- Lệ Quyên & Trịnh Công Sơn (2018) (CD & Đĩa than)

## Các buổi diễn
- Khúc tình xưa 2 - Trả lại thời gian (2011)
- Tình khúc yêu thương (2012)
- Q Show - Kỷ niệm 15 năm ca hát (2013)
- Vũ Thành An & Những bản tình ca (2014)
- Để nhớ một thời ta đã yêu (2015)
- Tình khúc không tên (2015)
- Nơi tình yêu bắt đầu (2016)
- Le Quyen Live Concert (2016)
- Duyên phận (2016)
- Khúc tình xưa 4 - Lệ Quyên & Lam Phương (2017)
- Duyên (2017)
- Giai nhân (2017)
- Mùa thu vàng (2017)
- Ru đời đi nhé (2018)
- Le Quyen Live Concert (2018)
- Tình khôn nguôi (2019)
- Q Show 2 - Kỷ niệm 20 năm ca hát (2019)
- Ca sĩ mặt nạ (mùa 2) ALLSTAR CONCERT (16/12/2023) - Khách Mời Trình Diễn

## Diễn xuất
| Năm  | Tựa đề             | Vai diễn        | Đạo diễn        | Diễn viên khác                        | Ghi chứ         |
| ---- | ------------------ | --------------- | --------------- | ------------------------------------- | --------------- |
| 2005 | Bản lĩnh người đẹp | Ca sĩ Minh Thúy | Nguyễn Anh Tuấn | Thanh Mai, Việt Anh, Đường Minh Giang | [ 226 ] [ 227 ] |

## Truyền hình thực tế
- Song ca cùng thần tượng: Khách mời 3 đêm 05/08/2010 - 19/08/2010 và 25/08/2010
- Thần tượng âm nhạc Việt Nam 2012: Hướng dẫn cho Đêm hát đôi (Ya Suy, Hương Giang, Bảo Trâm, Hoàng Quyên)
- Nhân tố bí ẩn 2014: Cố vấn cho đội của giám khảo Đàm Vĩnh Hưng
- Giọng hát Việt 2015: Cố vấn cho đội của huấn luyện viên Tuấn Hưng
- Thần tượng Bolero 2016: Cố vấn cho đội của huấn luyện viên Quang Dũng
- Thần tượng Bolero: Huấn luyện viên mùa 2 cùng Đàm Vĩnh Hưng, Ngọc Sơn và Quang Lê
- Ca sĩ mặt nạ: Khách mời
- Hoa hậu Thế giới Việt Nam 2019: Ca sĩ khách mời cùng Đàm Vĩnh Hưng, Hoàng Thùy Linh, Đông Nhi, Ái Phương, Chi Pu
- Hoa hậu Thế giới Việt Nam 2022: Giám khảo
- Chị đẹp đạp gió rẽ sóng

## Đời tư
Lệ Quyên đã từng kết hôn với Lê Đức Huy vào năm 2011 và có con trai tên Lê Kỳ Anh. Tuy nhiên sau đó, đến năm 2020, hai người đã ly hôn.
Sau khi ly hôn, Lệ Quyên đã trao quyền nuôi con cho chồng cũ. Hiện tại Lệ Quyên đang hạnh phúc bên tình mới Lâm Bảo Châu.

## Giải thưởng
| Năm  | Giải thưởng       | Hạng mục                                         | Đề cử                     | Kết quả   | Chú thích |
| ---- | ----------------- | ------------------------------------------------ | ------------------------- | --------- | --------- |
| 2005 | Làn Sóng Xanh     | Ca sĩ hát thành công bài hát được yêu thích      | Hãy trả lời em            | Đoạt giải |           |
| 2007 | Ngôi sao Bạch Kim | Nữ ca sĩ triển vọng                              | —                         | Đoạt giải |           |
| 2010 | Làn Sóng Xanh     | Top 10 ca sĩ được yêu thích nhất                 | —                         | Đoạt giải |           |
| 2010 | Album vàng 2010   | Ca sĩ trình diễn hay nhất (tháng 10)             | Lệ Quyên                  | Đoạt giải | [ 228 ]   |
| 2010 | Album vàng 2010   | Album ấn tượng (tháng 10)                        | Khúc tình xưa             | Đoạt giải | [ 228 ]   |
| 2010 | Zing Music Awards | Top 10 album của năm                             | Khúc tình xưa             | Đoạt giải |           |
| 2011 | Zing Music Awards | Top 10 album của năm                             | Để nhớ một thời ta đã yêu | Đoạt giải |           |
| 2013 | Zing Music Awards | Nghệ sĩ của năm                                  |                           | Đoạt giải |           |
| 2014 | Làn Sóng Xanh     | Album của năm                                    | Con tim dại khờ           | Đề cử     | [ 229 ]   |
| 2014 | Làn Sóng Xanh     | Top 5 ca sĩ được yêu thích – Bảng Vàng           | —                         | Đoạt giải | [ 229 ]   |
| 2015 | Zing Music Awards | Album đứng đầu tuần nhiều nhất                   | Khúc tình xưa 3           | Đoạt giải |           |
| 2015 | Làn Sóng Xanh     | Top 5 ca sĩ được yêu thích – Bảng Vàng           | —                         | Đoạt giải |           |
| 2016 | Zing Music Awards | Ca khúc mang âm hưởng dân ca được yêu thích nhất | Duyên phận                | Đoạt giải |           |
| 2017 | Làn Sóng Xanh     | Top 5 ca sĩ được yêu thích – Bảng Vàng           | —                         | Đoạt giải |           |

1. Ca khúc được khán giả yêu thích nhất Làn Sóng Xanh 2005 - Hãy trả lời em (Tuấn Nghĩa)
2. Nghệ sĩ của năm Báo Tiếp thị & Gia đình 2013
3. Top Gold Làn Sóng Xanh 2014
4. Top Gold Làn Sóng Xanh 2015
5. Album của năm Zing Music Awards 2016 - Lệ Quyên & Thái Thịnh - Còn trong kỷ niệm